# Ipomoea desmophylla
Ipomoea desmophylla là một loài thực vật có hoa trong họ Bìm bìm. Loài này được Bojer ex Choisy mô tả khoa học đầu tiên năm 1845.